# Station Nordhavn
Station Nordhavn (letterlijk "Noordhaven") is een S-togstation in de Deense hoofdstad Kopenhagen, in de wijk Østerbro.
Station Nordhavn ligt tussen Station Svanemøllen en Station Østerport. Het station ligt op een verhoogde baan met een perron en twee sporen.
Het station heeft twee ingangen met trappen en lift aan de Østbanegade aan de westzijde van het station. Eén in het midden van het perron en één aan de zuidzijde van het perron. Aan de zuidelijke ingang bevindt zich ook een Kort og Godt-kiosk inclusief de verkoop van vervoerbewijzen van de DSB.
Bij de zuidelijke ingang bevindt zich de busterminal van de stadsbussen 3A, 8A, 27 en 37, de nachtbus 80N, en de servicebus 865. Op dit station stoppen alleen de treinen van de S-toglijnen A, B, Bx, C en E. Sinds 28 maart 2020 wordt het station ook bediend door het noordelijke deel van lijn 4 van de metro.

## Geschiedenis
Station Nordhavn werd op 15 mei 1934 in gebruik genomen tegelijkertijd met de opening van de Boulevardbanen tussen Station Østerport en Københavns Hovedbanegård dat ook wel Røret (letterlijk: De buis) genoemd. Hoewel officieel deze lijn tussen København H en Østerport ligt, worden Nordhavn en Svanemøllen ten noorden ervan, en Dybbelsbro in het zuidwesten ervan vaak ook tot de Boulevardbanen gerekend.
In 2006 werd het station gemoderniseerd en verbouwd. Het winkeltje en de DSB-kiosk werden samengevoegd tot een nieuwe kiosk.

### Busterminal
De busterminal in Østbanegade werd in 1984 aangelegd ter vervanging van een andere terminal op Melchiors Plads. Op Østbanegade is er slechts eenrichtingsverkeer, en het plein laat het omwenden bij het station niet toe, dus waar een bus ook vandaan komt, is het noodzakelijk om via Nordre Frihavnsgade, Østbanegade, Århusgade en Strandboulevarden te rijden. De terminal heeft vier haltes.

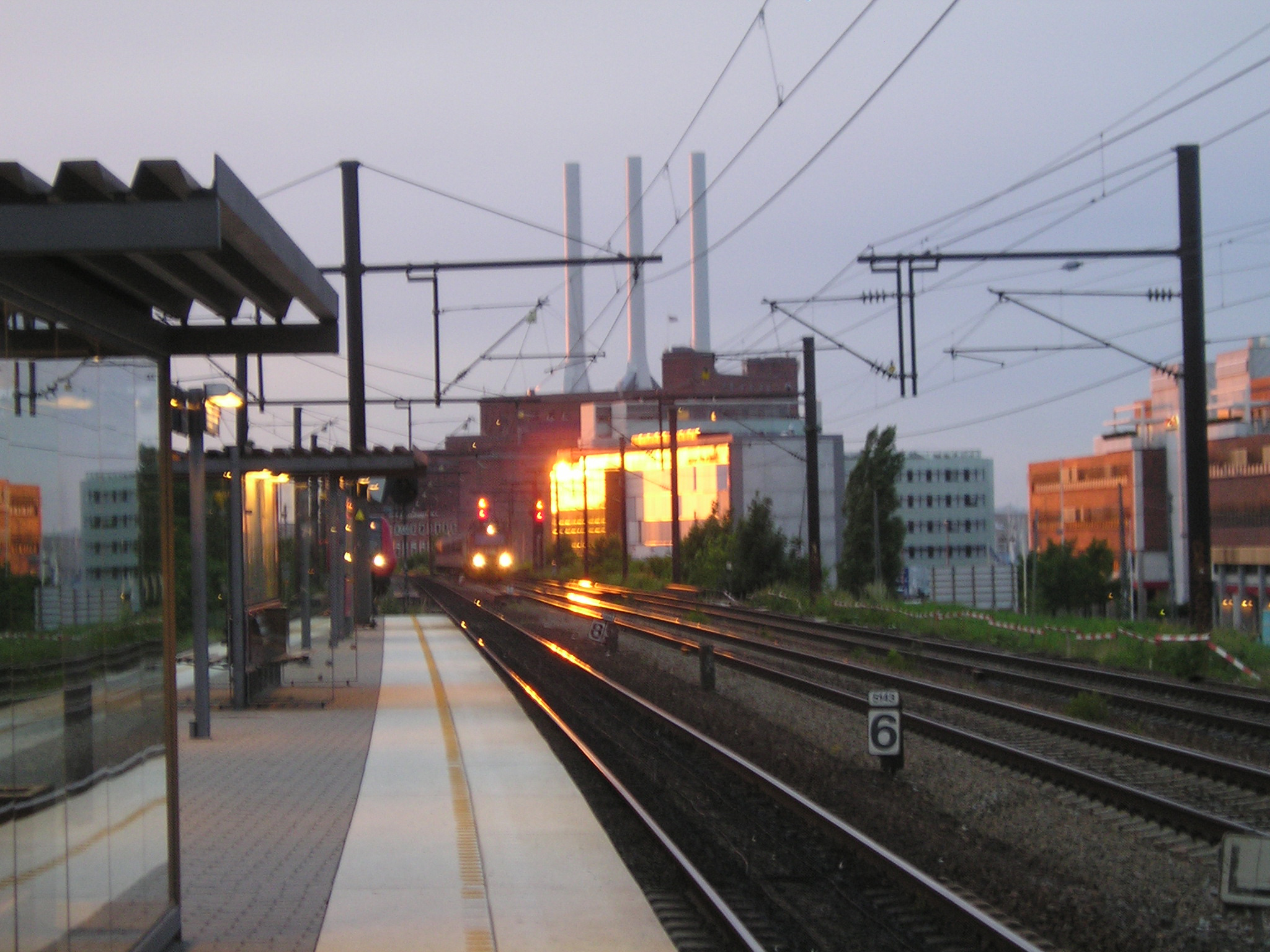
Perron richting Svanemøllen
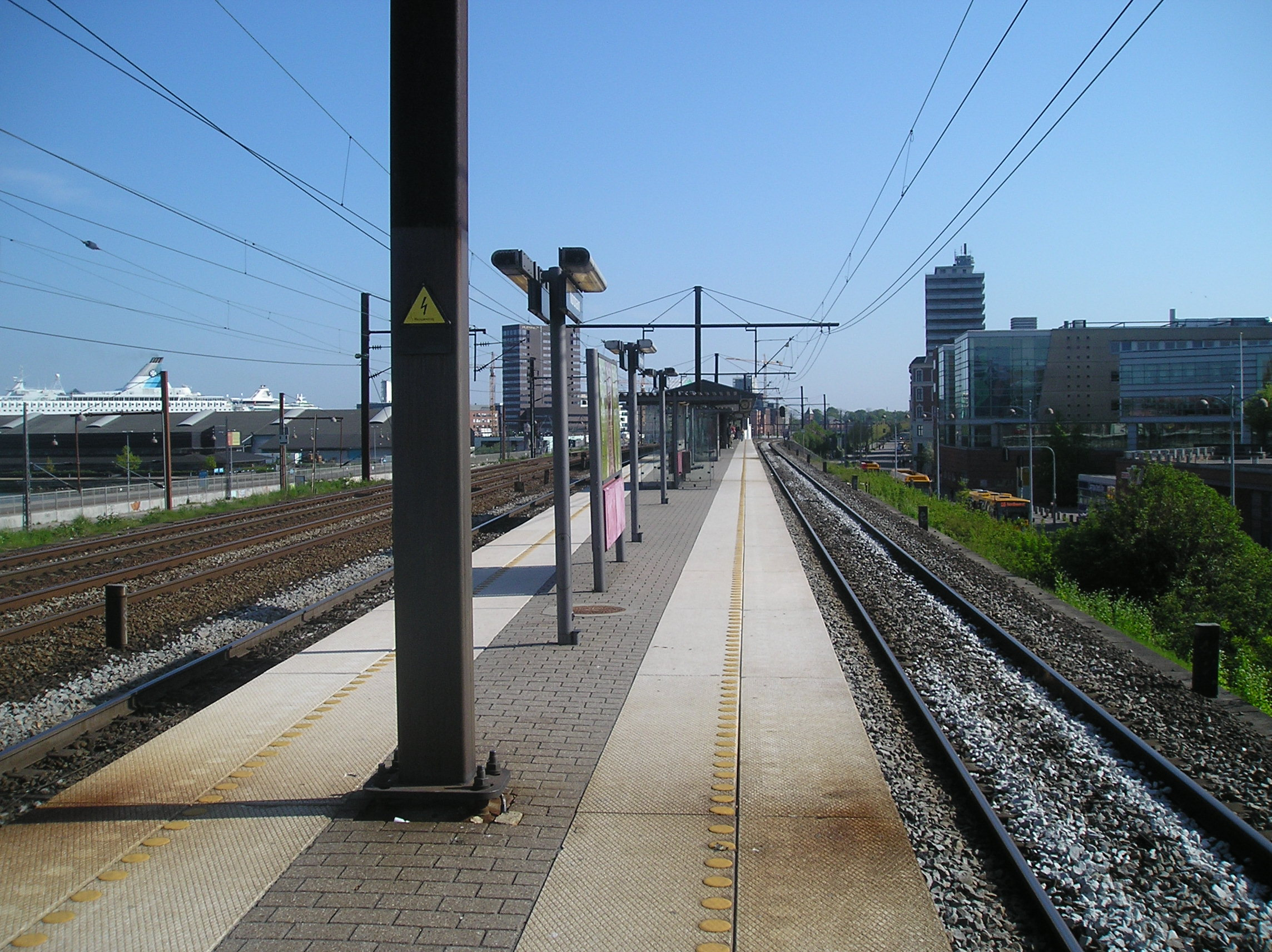
Perron gezien vanaf de noordelijke kop van het perron
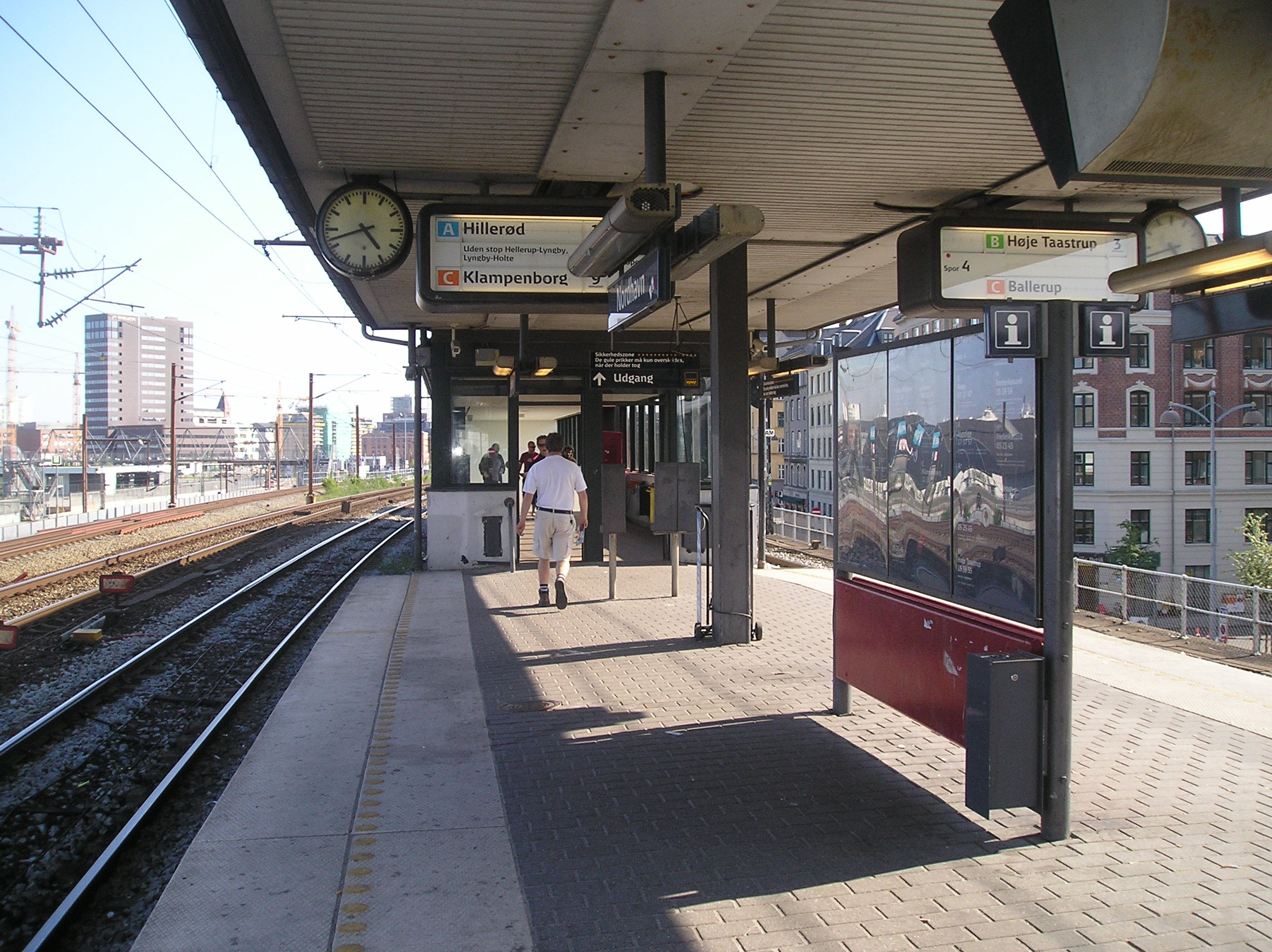
Het perron en de uitgang van Nordhavn station
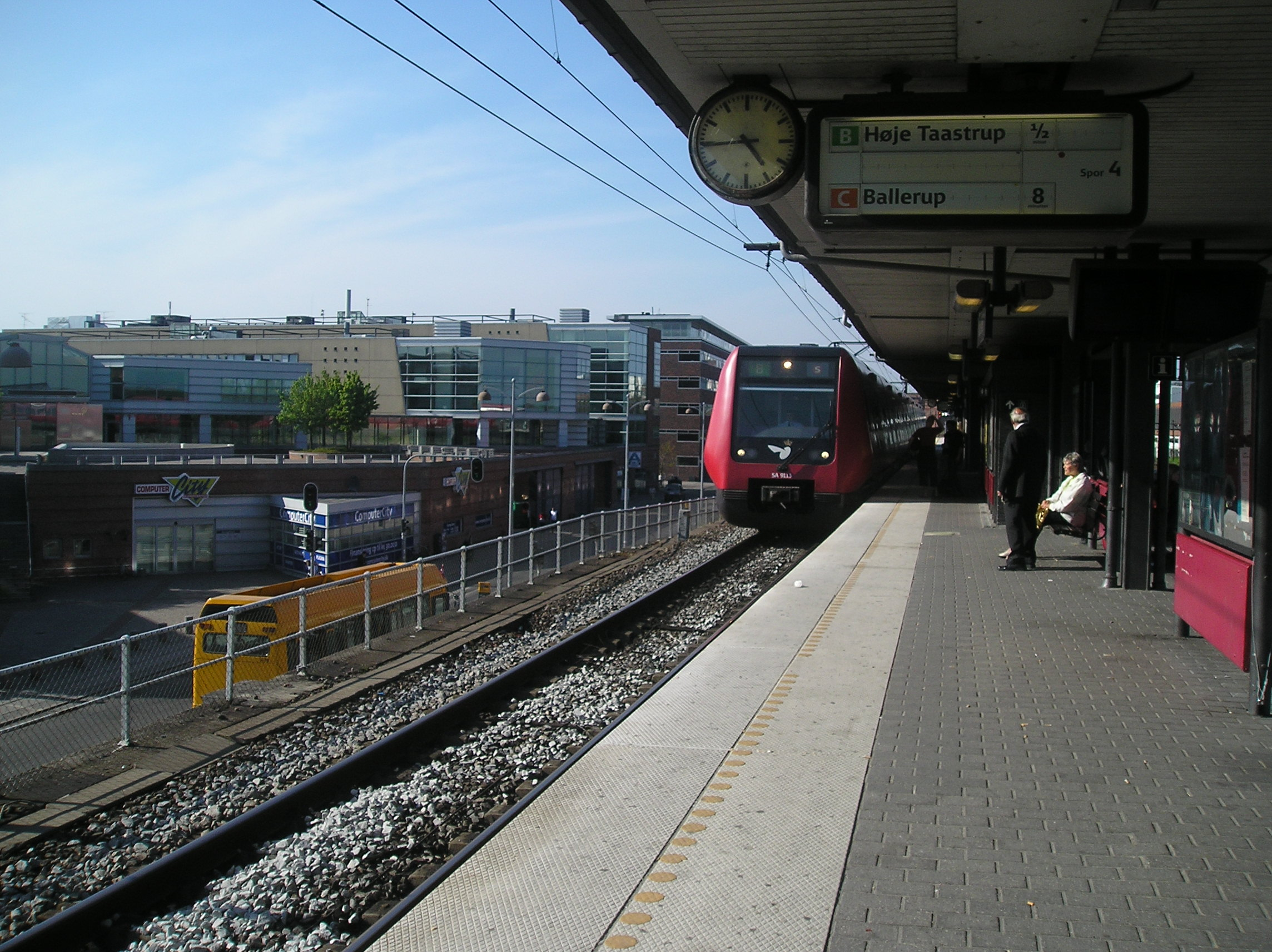
Trein op spoor 4 richting København H
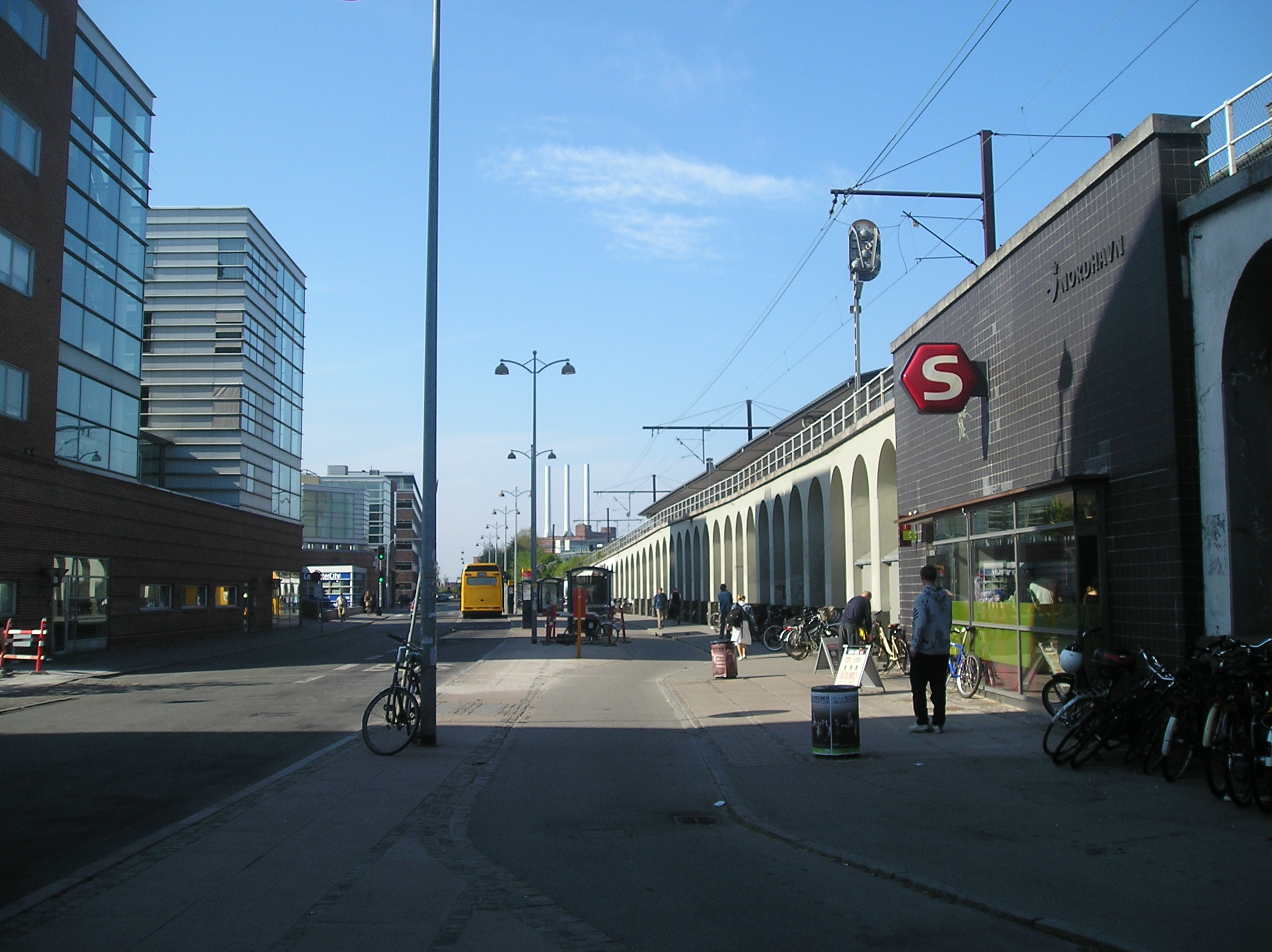
Station en busterminal gezien vanuit het zuiden.
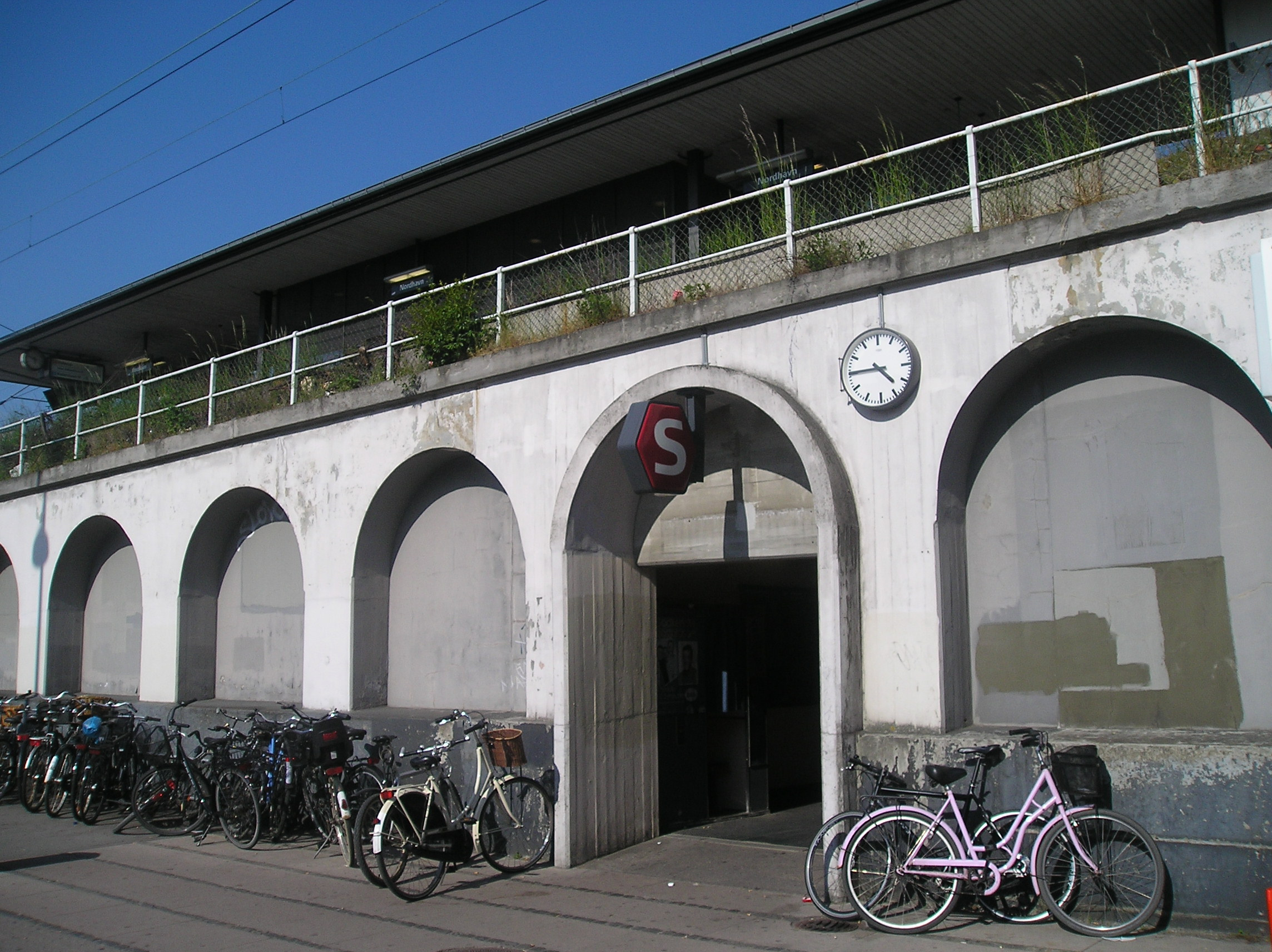
De noordelijke ingang

Solrød Strand · Karlslunde · Greve · Hundige · Ishøj · Vallensbæk · Brøndby Strand · Avedøre · Friheden · Åmarken · Ny Ellebjerg · Sjælør · Sydhavn · Dybbølsbro · København H · Vesterport · Nørreport · Østerport · Nordhavn · Svanemøllen  · Hellerup · Jægersborg · Lyngby · Holte · Birkerød ·  Høvelte · Allerød · Hillerød
Høje Taastrup · Taastrup · Albertslund · Glostrup · Brøndbyøster · Rødovre · Hvidovre · Danshøj · Valby · Carlsberg · Dybbølsbro · København H · Vesterport · Nørreport · Østerport · Nordhavn · Svanemøllen · Ryparken · Emdrup · Dyssegård · Vangede · Kildebakke · Buddinge · Stengården · Bagsværd · Skovbrynet · Hareskov · Værløse · Farum
Høje Taastrup · Taastrup · Albertslund · Glostrup · Danshøj · Valby · Carlsberg · Dybbølsbro · København H · Vesterport · Nørreport · Østerport · Svanemøllen · Ryparken · Emdrup · Dyssegård · Vangede · Kildebakke · Buddinge · Stengården · Bagsværd · Skovbrynet · Hareskov · Værløse · Farum
Frederikssund · Vinge · Ølstykke · Egedal · Stenløse · Veksø · Kildedal · Måløv · Ballerup · Malmparken · Skovlunde · Herlev · Husum · Islev · Jyllingevej · Vanløse · Flintholm · Valby · Carlsberg · Dybbølsbro · København H · Vesterport · Nørreport · Østerport · Nordhavn · Svanemøllen · Hellerup · Charlottenlund · Ordrup · Klampenborg
Køge · Ølby · Køge Nord · Jersie · Solrød Strand · Karlslunde · Greve · Hundige · Ishøj · Ny Ellebjerg · Sjælør · Sydhavn · Dybbølsbro · København H · Vesterport · Nørreport · Østerport · Nordhavn · Svanemøllen · Hellerup · Bernstorffsvej · Gentofte · Jægersborg · Lyngby · Sorgenfri · Virum · Holte
0,0: Københavns Hovedbanegård ·
Vesterport ·
1,5: Nørreport ·
3,1: Østerport ·
Nordhavn ·
Svanemøllen ·
7,8: Hellerup ·
10,3: Charlottenlund ·
Ordrup ·	
13,3: Klampenborg · 
16,2: Springforbi · 	
18,8: Skodsborg ·
22,1: Vedbæk ·
26,1: Rungsted Kyst ·
29,1: Kokkedal ·
32,5: Nivå ·
36,3: Humlebæk ·
40,0: Espergærde ·
42,7: Snekkersten ·
46,2: Helsingør